# RDF Site Summary
RDF Site Summary (RSS) – oparta na języku XML/RDF technika przesyłania nagłówków wiadomości. Rodzaj kanału internetowego.

## Zasady działania
Jak każda poprawna aplikacja XML-a posiada swoją przestrzeń nazw: http://purl.org/rss/1.0/. Ponieważ RSS 1.0 wykorzystuje RDF musi posiadać przestrzeń: http://www.w3.org/1999/02/22-rdf-syntax-ns#.
Obecna wersja RDF Site Summary to 1.0. Wersja ta (w przeciwieństwie do Really Simple Syndication 0.9x i 2.x) jest jedyną oficjalną wersją standardu stworzoną przez RSS-DEV Working Group i zaaprobowaną przez W3C.
RDF Site Summary spełnia wszystkie założenia aplikacji XML-a, więc może być dowolnie rozszerzany. Najczęściej rozszerzany jest o Dublin Core (w przestrzeni: http://purl.org/dc/elements/1.1/). Dla zaawansowanych publikacji istnieje możliwość skorzystania z XHTML-a (w przestrzeni http://www.w3.org/1999/xhtml). Inne aplikacje, o które rozszerza się RSS 1.0 to:
- Syndication (http://purl.org/rss/1.0/modules/syndication/)
- Content (http://purl.org/rss/1.0/modules/content/)
- RDF Schema (http://www.w3.org/2000/01/rdf-schema#)
- każda inna aplikacja spełniająca wymogi XML

Typ MIME poprawny dla RSS 1.0 to application/rss+xml.

## Przykład RSS 1.0
```
<?xml version="1.0"?>

<rdf:RDF

  
xmlns:rdf=
"http://www.w3.org/1999/02/22-rdf-syntax-ns#"

  
xmlns:dc=
"http://purl.org/dc/elements/1.1/"

  
xmlns=
"http://purl.org/rss/1.0/"
>

  
<channel
 
rdf:about=
"http://www.przyklad.pl/feed.rss"
>

    
<title>
Tytuł
 
feeda
</title>

    
<link>
URI
 
do
 
Feeda
</link>

    
<description>
Opis
 
feeda.
</description>

    
<image
 
rdf:resource=
"http://www.przyklad.pl/obrazek.png"
 
/>

    
<items>

      
<rdf:Seq>

        
<rdf:li
 
resource=
"http://www.przyklad.pl/jeden.xhtml"
 
/>

        
<rdf:li
 
resource=
"http://www.przyklad.pl/dwa.xhtml"
 
/>

      
</rdf:Seq>

    
</items>

  
</channel>

  
<item
 
rdf:about=
"http://www.przyklad.pl/jeden.xhtml"
>

    
<title>
Tytuł
 
jeden
</title>

    
<link>
http://www.przyklad.pl/jeden.xhtml
</link>

    
<description>
Opis
 
jeden.
</description>

    
<dc:date>
2004-11-10
</dc:date>

  
</item>

  
<item
 
rdf:about=
"http://www.przyklad.pl/dwa.xhtml"
>

    
<title>
Tytuł
 
dwa
</title>

    
<link>
http://www.przyklad.pl/dwa.xhtml
</link>

    
<description>
Opis
 
dwa.
</description>

    
<dc:date>
2004-11-09
</dc:date>

  
</item>

</rdf:RDF>

```

Umieszczony na serwerze plik w formacie RSS można zasubskrybować w specjalnym czytniku RSS, zarówno samodzielnym programie, jak i wtyczce do przeglądarki internetowej. Użytkownik pobiera nagłówki wiadomości (tytuły, krótkie opisy itp) i może wczytać interesujące go informacje znajdujące się na stronach WWW. Zaletą RSS jest możność zaabonowania wielu źródeł informacji jednocześnie i przeglądania nagłówków oraz czytania wiadomości w jednym programie.